# Hipótesis neurotrófica

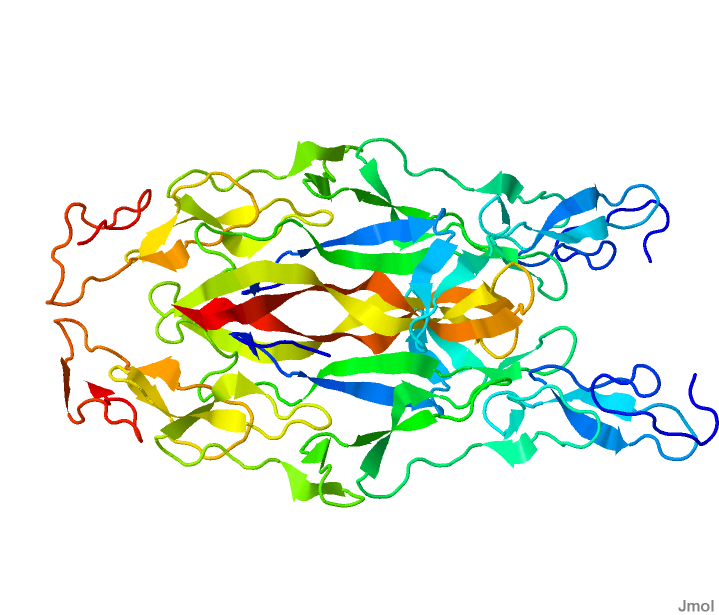
Factor de crecimiento nervioso, por sus siglas en inglés NGF. Fue la primera neurotrofina descrita por Rita Levi-Montalcini y Viktor Hamburguer.

La Hipótesis neurotrófica postula que las neuronas del sistema nervioso en desarrollo sobreviven solo al recibir señales neurotróficas que son transportadas al soma promoviendo la supervivencia. De esta manera, durante las etapas iniciales del desarrollo del sistema nervioso tiene lugar la proliferación de tipos celulares que se constituyen en precursores de células nerviosas. A la aparición de las primeras células nerviosas le sigue una etapa de Muerte celular programada, en la cual una proporción considerable de las células es eliminada del organismo seleccionando las sinapsis y las estructuras encefálicas que han recibido señales de supervivencia.

## Historia
En el sistema nervioso periférico, se observó en la primera mitad del siglo XX que el número de células que eran eliminadas por muerte celular era inversamente proporcional a la cantidad de materia blanca (tejido inervado por una determinada población de neuronas). La inserción experimental de tejido blanco extra por otra parte promovía la supervivencia de una mayor cantidad de neuronas que potencialmente inervarían a ese tejido. La observación, debida al trabajo de Victor Hamburger y Rita Levi Montalcinni, dio lugar a la idea de que el tejido blanco producía algún factor en cantidad limitante y con la capacidad de promover la supervivencia de una fracción de las neuronas que inicialmente intentarían establecer contacto con el tejido blanco.
De acuerdo con esta idea la actividad del hipotético factor seleccionaría positivamente al reducido grupo de células que tuvieran acceso a él. Investigaciones subsecuentes dieron lugar a la identificación de este factor, al que se denominó Factor de crecimiento neuronal (NGF por sus siglas en inglés). A partir de esta clase de investigaciones y el subsecuente descubrimiento de otros factores con actividad similar se propuso la idea de que todos los grupos neuronales dependen para su supervivencia de la continua provisión de esta clase de factores, conocidos de manera colectiva como Factores neurotróficos. Y a la hipótesis según la cual todos los grupos neuronales dependen de factores neurotróficos para su supervivencia se le conoce como «Hipótesis neurotrófica».
- Datos: Q5898599